# Einstrich

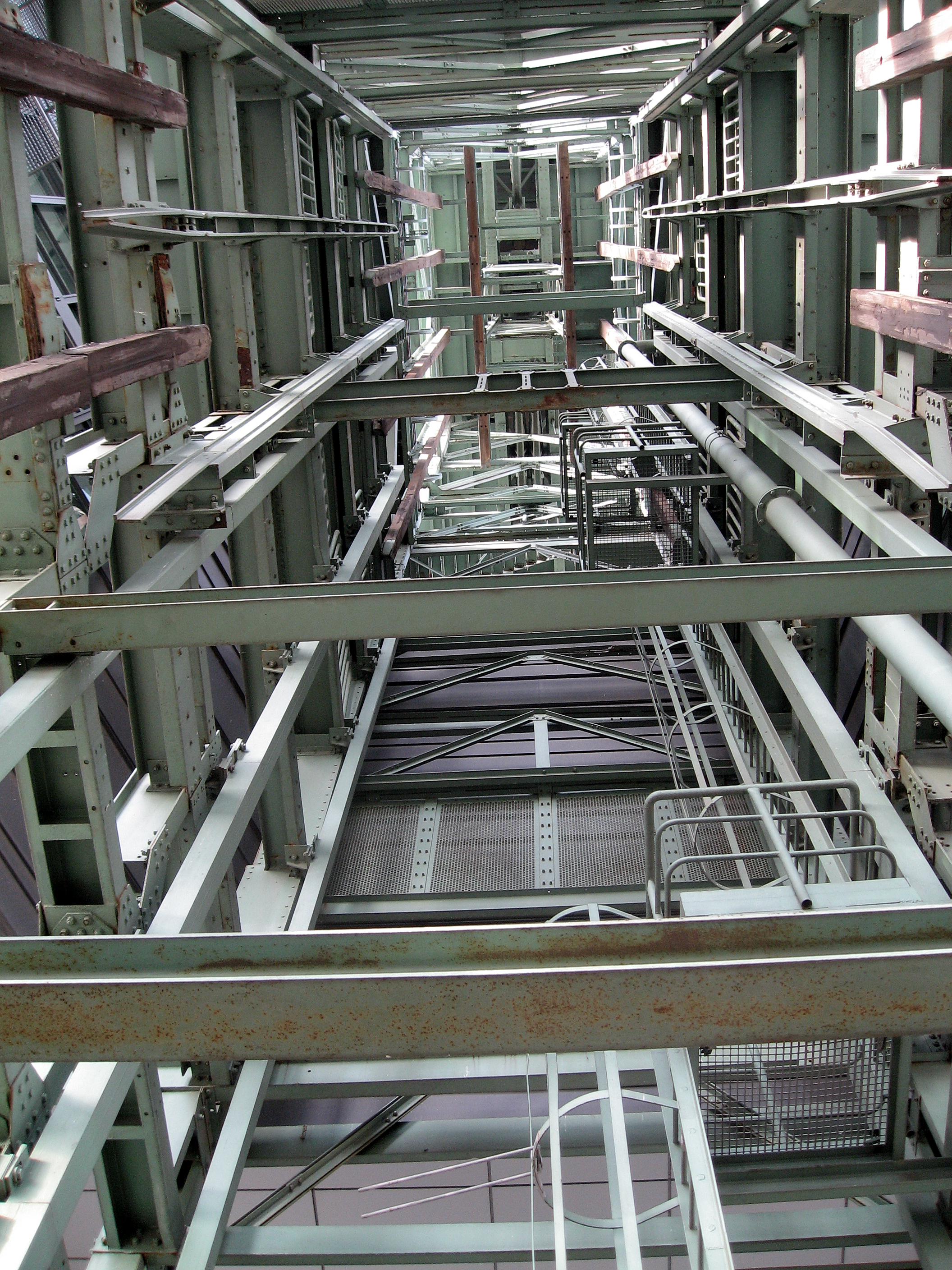
Einstriche im Förderturm

Ein Einstrich ist ein horizontaler Schachteinbau, der aus Holz oder aus Stahl gefertigt ist und in Schächten eingebaut wird. Einstriche dienen zur Befestigung der Spurlatten und zur Unterteilung der Schachtscheibe in einzelne Trume. Sie dienen nicht zur Abstützung des Gebirges oder des Schachtausbaus.

## Einbau im Schacht
Einstriche werden im freien Schachtquerschnitt zwischen den Stößen angebracht. Der Abstand zwischen den einzelnen Einstrichen kann unterschiedlich sein. Der Abstand darf bei Holzeinstrichen bis zu 4,5 Meter betragen, bei Stahleinstrichen können auch größere Abstände gewählt werden. Die Einstriche werden entweder in das Schachtmauerwerk eingelassen oder auf Konsolen verlagert. Bei Schächten, in denen das Fördergefäß mit einer Fahrgeschwindigkeit von bis zu vier Metern pro Sekunde bewegt wird, können die Einstriche auch an den Ausbausegmenten befestigt werden. Beim Einlassen in die Schachtmauerung müssen die Einstriche aus Sicherheitsgründen mindestens 0,15 Meter in das Mauerwerk eingelassen werden. Die Anforderungen an Holzeinstriche sind in der Norm DIN 21321 festgehalten. Stahleinstriche müssen den Anforderungen der Normenreihe DIN EN 10025 entsprechen. Bei Stahlspurlatten muss die Wandstärke mindestens acht Millimeter betragen. Befestigungsschrauben müssen mindestens in M 16 ausgeführt werden. Einstriche in Wetterschächten werden zur besseren Haltbarkeit mit einem Korrosionsschutz versehen. Die Tragfähigkeit von eingebauten Einstrichen muss rechnerisch nachgewiesen werden.